# (25001) Pacheco
(25001) Pacheco (1998 OW6) – planetoida z pasa głównego asteroid okrążająca Słońce w ciągu 4,2 lat w średniej odległości 2,6 j.a. Odkryta 31 lipca 1998 roku.